# أويفيند جرام
أويفيند جرام (بالنرويجية البوكمول: Øyvind Gram)‏ (11 أكتوبر 1985 في النرويج - ) هو لاعب كرة قدم نرويجي في مركز الوسط. لعب مع غيفلي ونادي أوليسوند ونادي لين ونادي مولده وFK Bergen Nord ‏.

## وصلات خارجية
- أويفيند جرام على موقع قاعدة بيانات كرة القدم.إي يو (الإنجليزية)